# 齊國儒
齊國儒（1531年—1573年），字愛道，號少沙，河南南陽府唐縣千戶所人，官籍，明朝政治人物。

## 生平
隆慶元年（1567年）丁卯科河南鄉試第三名舉人。隆慶五年（1571年）中式辛未科會試第二百七十九名，三甲第二百五十四名進士。工部觀政，授枣阳知县，萬曆元年卒于官。

## 家族
曾祖齊政，千戶；祖父齊景，義官；父齊弼，順天府學訓導。嫡母李氏；繼母田氏；生母王氏。慈侍下。兄國庶、國壮、国瑞、國治（千户）。